# Mellicta tessinorum
Mellicta tessinorum är en fjärilsart som beskrevs av Hans Fruhstorfer 1918. Mellicta tessinorum ingår i släktet Mellicta och familjen praktfjärilar. Inga underarter finns listade i Catalogue of Life.